# 恭喜八婆
《恭喜八婆》是一部2019年香港喜劇片，由彭浩翔監製、導演及原創故事策劃；彭浩翔、劉翁聯合編劇；由陳逸寧及林兆霞領銜主演，並由陳靜、梁詠琪、徐天佑、陳奐仁、林雪、丁可欣、謝賢、谷祖琳、楊千嬅、梁洛施、鄒凱光、豪Dee、邵音音、曾國祥、郭奕芯、湯加文聯合主演。票房為港幣$12,994,058，為2019年港產片十大票房第七位。

## 故事簡介
誰說八婆就一定一事無成，只能道人八卦！
《恭喜八婆》故事描述由8個閨密組成的「八婆」whatsapp群組，因彼此的恩怨，讓群組裡不再對話。June在認識了現在的老公後，漸漸疏遠閨密。而她女魔頭上司生了小孩，需要定時抽母奶放進冰箱。但她竟誤把母奶加進咖啡裡，被公司大老闆喝個精光，要是被發現肯定工作不保。情急之下，只好找回很久沒聯絡的群組成員，希望在下班前，幫忙找到其他母奶頂替。颱風逼近，交通大亂，八婆們能否完成尋奶任務呢？

## 演員表
| 演員     | 角色     | 暱稱／關係                                                        |
| 陳逸寧   | 陳逸寧   | 「八婆」whatsapp群組其中一位成員                                  |
| 陳靜     | 連巧文   | 大波蓮 「八婆」whatsapp群組其中一位成員                           |
| 梁詠琪   | 梁詠琪   | May 「八婆」whatsapp群組其中一位成員                              |
| 林兆霞   | 林兆霞   | June 「八婆」whatsapp群組其中一位成員                             |
| 徐天佑   | 徐天佑   | Frank 男同性戀者，與Boris為情侶，「八婆」whatsapp群組其中一位成員 |
| 陳奐仁   | 陳奐仁   | Boris 男同性戀者，與Frank為情侶，「八婆」whatsapp群組其中一位成員 |
| 丁可欣   | 丁可欣   | 小巴 「八婆」whatsapp群組其中一位成員                             |
| 谷祖琳   | 谷祖琳   | Eva 「八婆」whatsapp群組其中一位成員                              |
| 林雪     |          | 茶餐廳侍應                                                        |
| 謝賢     | 張 總    | 董事總經理                                                        |
| 楊千嬅   | 余春嬌   |                                                                   |
| 梁洛施   | Luna Fu  |                                                                   |
| 鄒凱光   | Michael  |                                                                   |
| 歐陽仲豪 | 豪Dee    |                                                                   |
| 邵音音   | 陪 月    | 陪月員                                                            |
| 曾國祥   |          | 商場保安                                                          |
| 郭奕芯   | Irene    | 樂隊新成員                                                        |
| 湯加文   | Mia      |                                                                   |
| 彭浩翔   | 珠珠     |                                                                   |
| 陳康榮   | 雞Wing   |                                                                   |
| 吳文忻   |          |                                                                   |
| 馬檇鏗   | SM男     |                                                                   |
| 黃卓帆   |          |                                                                   |
| 李宇軒   |          |                                                                   |
| 霍俊邦   |          |                                                                   |
| 司徒慧焯 | 司徒乃強 | 私奶強、淘寶強                                                    |
| 楊柳青   |          |                                                                   |
| 關逸揚   |          |                                                                   |
| 黃耀輝   |          | 公園四眼古惑仔                                                    |
| 劉 翁    |          |                                                                   |

## 電影歌曲

### 主題曲
- 『恭喜八婆』（電影同名主題曲）[1]

作詞：梁嘉茵　作曲／編曲／歌曲監製：黃艾倫、翁瑋盈
主唱：陳逸寧、陳　靜、梁詠琪、林兆霞、徐天佑、陳奐仁、
　　　丁可欣、谷祖琳、豪Dee、曾國祥、雞Wing

### 插曲
- 『最佳損友』

作詞：黃偉文　作曲／編曲／歌曲監製：Eric Kwok　主唱：陳奕迅

## 獎項及提名
| 颁奖典礼                    | 奖项               | 姓名   | 结果 |
| --------------------------- | ------------------ | ------ | ---- |
| 第3屆MOVIE6全民票選電影大獎 | 全民票選最佳女配角 | 丁可欣 | 提名 |
| 第3屆MOVIE6全民票選電影大獎 | 全民票選最佳新演員 | 豪Dee  | 獲獎 |

## 外部連結
- 《恭喜八婆》的Facebook專頁
- 香港影庫上《恭喜八婆》的資料（繁體中文）
- 豆瓣电影上《恭喜八婆》的資料 （简体中文）
- 时光网上《恭喜八婆》的資料（简体中文）